# Eleanor Blinkhorn
Eleanor Blinkhorn, född 13 oktober 2004, är en brittisk konstsimmare. Hennes syster Florence Blinkhorn är också en konstsimmare.

## Karriär
Vid EM 2024 i Belgrad var Blinkhorn en del av Storbritanniens lag som tog brons i det fria lagprogrammet.